# Hôtel Boël
L'hôtel Boël est un hôtel particulier situé à Saint-Josse-ten-Noode, dans la région de Bruxelles-Capitale en Belgique.

## Localisation
L'hôtel particulier est situé rue Royale 288 à Saint-Josse-ten-Noode.

## Historique
Cet hôtel particulier, avec des dépendances donnant rue de la Poste, situé à Saint-Josse-ten-Noode, a été construit en 1913 par l'architecte Maurice Heyninx, sur l'emplacement d'un autre hôtel de maître construit en 1863 par l'architecte Gobert.
Le commanditaire de cette nouvelle construction était l'industriel Georges Boël.